# Жданов, Пётр Тимофеевич
Пётр Тимофе́евич Жда́нов (12 июля 1921, Верхний Ломовец — 16 марта 2009, там же) — советский военнослужащий, участник Великой Отечественной войны, полный кавалер ордена Славы, автоматчик 314-го стрелкового полка, красноармеец.

## Биография
Родился 12 июля 1921 года в селе Верхний Ломовец (ныне — Долгоруковского района Липецкой области). Окончил 4 класса. Был токарем на авиационном заводе в городе Воронеже.
В 1940 году был призван в Красную Армию. На фронте в Великую Отечественную войну с октября 1942 года. Особо отличился на завершающем этапе войны, в боях за освобождение Польши зимой-весной 1945 году в составе 314-го стрелкового полка 46-й стрелковой дивизии.
25 января 1945 года близ населенного пункта Мариенвердер при отражении контратаки противника красноармеец Жданов из автомата поразил 12 солдат.
Приказом по частям 46-й стрелковой дивизии от 6 февраля 1945 года красноармеец Жданов Пётр Тимофеевич награждён орденом Славы 3-й степени.
16 февраля 1945 года в бою западнее населенного пункта Грауденц при прорыве обороны противника и расширении плацдарма на левом берегу реки Висла Жданов первым поднялся в атаку, увлек за собой бойцов. В этом бою истребил 4-х вражеских солдат и 3 пленил. Был представлен к награждению орденом Славы.
2 марта 1945 года под городом Данциг Жданов в составе группы автоматчиков вклинился в расположение противника, нанес ему урон в живой силе и пленил с бойцами 36 солдат. Был вновь представлен к награждению орденом Отечественной войны 2-й степени, но командир дивизии изменил статус награды на орден славы 1-й степени..
Приказом по войскам 2-й ударной армии от 25 марта 1945 года красноармеец Жданов Пётр Тимофеевич награждён орденом Славы 2-й степени.
Указом Президиума Верховного Совета СССР от 29 июня 1945 года за образцовое выполнение заданий командования в боях с немецко-вражескими захватчиками красноармеец Жданов Пётр Тимофеевич награждён орденом Славы 1-й степени. Стал полным кавалером ордена Славы.
В 1946 году старшина Жданов демобилизован. Вернулся в родное село, многие годы работал в колхозе кузнецом. Член ВКП/КПСС с 1951 года. Скончался 16 марта 2009 года.
Награждён орденами Отечественной войны 1-й степени, Славы 3-х степеней, медалями, в том числе медалью «За отвагу».
В июле 2009 года на доме, где жил ветеран, установлена мемориальная доска.
Именем Петра Жданова названа улица в селе Долгоруково.